# IMEKO
Die Internationale Meßtechnische Konföderation (abgekürzt IMEKO) ist eine nichtstaatliche Föderation von metrologischen Organisationen. Sie wurde 1958 in Budapest, Ungarn, gegründet.
IMEKO hat Mitgliedsorganisationen in den folgenden Ländern: Ägypten, Albanien, Belgien, Brasilien, Bulgarien, China, Deutschland, Finnland, Frankreich, Griechenland, Indien, Italien, Japan, Kanada, Kasachstan, Kenia, Kongo (Demokratische Republik), Kroatien, Korea, Österreich, Polen, Portugal, Rumänien, Russland, Ruanda, Schweden, Schweiz, Serbien, Singapure, Slowakei, Slowenien, Spanien, Südafrika, Thailand, Tschechische Republik, Türkei, Uganda, Ukraine, Ungarn, Vereinigte Arabische Emirate, Vereinigtes Königreich und Vereinigte Staaten von Amerika.

## Struktur
Die IMEKO ist vollständig mit Freiwilligen aus ihren Mitgliedsorganisationen (MOs) - wissenschaftlichen Gesellschaften oder Instituten der entsprechenden Mitgliedsländer - besetzt. Sie delegieren Spezialisten aus den verschiedenen Bereichen der Metrologie, die im Allgemeinen Rat, in den Vorständen und in den Technischen Komitees (TCs) an der Arbeit der IMEKO mitwirken. Die MOs organisieren Veranstaltungen der IMEKO (Kongresse, Konferenzen, Workshops, Symposien).

Präsident
Der aktuelle Präsident der IMEKO ist Professor Paolo Carbone (Amtszeit 2024–2027).

General Council (GC)
Der Allgemeine Rat ist das Leitungsorgan, dem ein oder zwei Delegierte jeder Mitgliedsorganisation angehören. Die Sitzungen finden jährlich statt.
Technical Board (TB)
Der Zweck des Technischen Lenkungsausschusses besteht darin, die Technischen Ausschüsse zu beaufsichtigen. Den Vorsitz des TB führt der gewählte Präsident. Der TB ist verantwortlich für die Schaffung und Auflösung von TCs, die Entwicklung von Vorschlägen für neue TCs, die Erleichterung der Kommunikation mit der Zeitschrift Measurement, die Vermittlung von Sponsoring, die Genehmigung von Veranstaltungen, die von den TCs organisiert werden sollen, die Unterstützung der Redaktion von Measurement und die Hilfe bei der Vorbereitung von Technischen Sitzungen und Runden Tischen bei Weltkongressen.
Technical Committees (TCs)
- TC1 - Education and Training in Measurement and Instrumentation
- TC2 - Photonics
- TC3 - Measurement of Force, Mass and Torque
- TC4 - Measurement of Electrical Quantities
- TC5 - Hardness Measurement
- TC6 - Vocabulary Committee [suspended]
- TC7 - Measurement Science
- TC8 - Traceability in Metrology
- TC9 - Flow Measurement
- TC10 - Technical Diagnostics
- TC11 - Metrological Infrastructures
- TC12 - Temperature and Thermal Measurements
- TC13 - Measurements in Biology and Medicine
- TC14 - Measurement of Geometrical Quantities
- TC15 - Experimental Mechanics
- TC16 - Pressure and Vacuum Measurement
- TC17 - Measurement in Robotics
- TC18 - Measurement of Human Functions
- TC19 - Environmental Measurements
- TC20 - Energy Measurement
- TC21 - Mathematical Tools for Measurements
- TC22 - Vibration Measurement
- TC23 - Metrology in Food and Nutrition
- TC24 - Chemical Measurements
- TC25 - Quantum Measurement and Quantum Information

## Weltkongresse
- IMEKO I Budapest Hungary 1958
- IMEKO II Budapest Hungary 1961
- IMEKO III Stockholm Sweden 1964
- IMEKO IV Warsaw Poland 1967
- IMEKO V Versailles France 1970
- IMEKO VI Dresden East Germany 1973
- IMEKO VII London Great Britain 1976
- IMEKO VIII Moscow Soviet Union 1979
- IMEKO IX West Berlin 1982
- IMEKO X Prague Czechoslovakia 1985
- IMEKO XI Houston USA 1988
- IMEKO XII Beijing China 1991
- IMEKO XIII Turin Italy 1994
- IMEKO XIV Tampere Finland 1997
- IMEKO XV Osaka Japan 1999
- IMEKO XVI Vienna Austria 2000
- IMEKO XVII Dubrovnik Croatia 2003
- IMEKO XVIII Rio de Janeiro Brazil 2006
- IMEKO XIX Lisbon Portugal 2009
- IMEKO XX Busan South Korea 2012
- IMEKO XXI Prague Czech Republic 2015
- IMEKO XXII Belfast United Kingdom 2018
- IMEKO XXIII Yokohama Japan 2021
- IMEKO XXIV Hamburg 2024

### Auszeichnungen
Traditionell werden die folgenden Auszeichnungen bei der Abschlusszeremonie eines Weltkongresses verliehen:
- Distinguished Service Award, der an Personen für herausragende Verdienste um IMEKO verliehen wird, die seit vielen Jahren als bekannte Spezialisten auf dem Gebiet der Messtechnik tätig sind.
- György Striker Junior Paper Award, eine Spende des Gründers und ersten Generalsekretärs der IMEKO und seiner Frau, die an einen Nachwuchsautor unter 35 Jahren vergeben wird, dessen Arbeit ein tiefes Verständnis und Wissen über das Thema eines Weltkongresses widerspiegelt. Die Summe der Auszeichnung beträgt USD 1100.

## Internationale Kontakte
IMEKO ist einer der fünf Schwesterverbände innerhalb der FIACC (Five International Associations Co-ordinating Committee, weiterhin bestehend aus IFAC - Internationale Föderation für Automatische Steuerung, IFIP - Internationale Föderation für Informationsverarbeitung, IFORS - Internationale Föderation der Gesellschaften für operationelle Forschung, und IMACS - Internationale Vereinigung für Mathematik und Computer in der Simulation).
IMEKO arbeitet auch mit OIML, BIPM, der IEEE zusammen. Instrumentation and Measurement Society und die IEEE Gesellschaft für Ingenieurwissenschaften in Medizin und Biologie. Die Art und Weise der Zusammenarbeit besteht in der Organisation gemeinsamer Veranstaltungen, dem Co-Sponsoring von Veranstaltungen und der gegenseitigen Einladung von Hauptrednern.